# عماد نور
عماد نور مواليد 21 أبريل 1990 هو عداء مسافات متوسطة سعودي مثل بلاده في الألعاب الأولمبية الصيفية 2012. فاز بميدالية ذهبية في بطولة آسيا لألعاب القوى 2013.